# Ha (cognome)
Ha (하?, 何, 夏, 河?) è un cognome di lingua coreana.

## Possibili trascrizioni
Hah, Har.

## Origine e diffusione
I bon-gwan dei tre clan principali sono Jinju, Ganghwa e Aneum, l'attuale Hamyang.
Il clan Jinju Ha è diviso nel ramo Shirang (시랑공파, 侍郞公波) fondato da Ha Gong-jin (하공진, 河拱辰), nel ramo Sajik (사직공파, 司直公波) fondato da Ha Jin (하진, 河)珍), e nel ramo Dangye (단계공파, 丹溪公波) fondato da Ha Seong (하성, 河成). Sebbene i tre rami sembrino aver condiviso un unico antenato comune almeno ad un certo punto dell'era Silla, non è chiaro quale ramo sia stato il primo ad emergere. Tutti e tre i fondatori servirono come funzionari durante l'era Goryeo. Il clan viene talvolta chiamato clan Jinyang Ha poiché Jinyang era il vecchio nome della città di Jinju.
Il clan Ganghwa Ha fu fondato da Ha Il-cheong (하일청, 河一淸), figlio del funzionario di Joseon Ha Se-ryeon (하세련, 河世璉). Ha Il-cheong superò l'esame ufficiale civile nel 1570 e in seguito divenne governatore. La popolazione del clan nel 2000 era di 913 abitanti.
Il clan Aneum Ha fa risalire il suo fondatore a Ha Cheon-jo (하천조, 河千朝), che superò l'esame ufficiale civile nel 1212 durante l'era Goryeo e prestò servizio come ufficiale del paese. La popolazione del clan nel 2000 era di 171 persone.
Si tratta del 32º cognome per diffusione in Corea secondo i dati del Korean National Statistics Office del 2015. Nel Paese è portato da circa 233061 persone.

## Persone

### Intrattenimento
- Ha Po-gyong (1906–1996), ballerino sudcoreano
- Hah Myung-joong (nato nel 1947), attore, regista, produttore, pianificatore e sceneggiatore sudcoreano
- Ha Yoo-mi (nata nel 1965), attrice sudcoreana
- Ha Hee-ra (nata nel 1969), attrice sudcoreana
- Ha Ji-won (nata nel 1978), attrice sudcoreana
- Ha Jung-woo (nato nel 1978), attore, regista, sceneggiatore e produttore cinematografico sudcoreano
- Ha Dong-hoon (nome d'arte Haha, nato nel 1979), cantante sudcoreano e conduttore di spettacoli di varietà
- Ha Jae-sook (nata nel 1979), attrice sudcoreana
- Ha Dong-kyun (nato nel 1980), cantante sudcoreano
- Ha Il-kwon (nato nel 1982), artista di webcomic sudcoreano
- Ha Seok-jin (nato nel 1982), attore cinematografico e televisivo sudcoreano
- Ha Yeon-joo (nata nel 1987), attrice sudcoreana
- Ha Yeon-soo (nata nel 1990), attrice sudcoreana
- Ha Sung-woon (nato nel 1994), cantante sudcoreano, membro delle boy band sciolte Hotshot e Wanna One
- Ha Seung-ri (nata nel 1995), attrice sudcoreana
- Gene Ha, fumettista coreano-americano
- Yerin Ha, attrice australiana

### Letteratura
- Ha Geun-chan (1931–2007), scrittore sudcoreano
- Ha Seung-moo (nato nel 1963), poeta, pastore, educatore e teologo storico sudcoreano
- Ha Seong-nan (nato nel 1967), scrittore sudcoreano
- Robin Ha, scrittore coreano-americano

### Politica e governo
- Ha Ryun (1347–1416), politico Joseon e studioso, educatore e scrittore neo-confuciano
- Ha Yeon (河演, 1376–1453), politico Joseon (Yeonguijeong: primo ministro) e studioso, poeta, educatore e scrittore neo-confuciano
- Ha Wiji (1387–1456), funzionario studioso Joseon

### Sport
- Ha Jung-won (nato nel 1942), giocatore di football nordcoreano
- Ha Hyung-joo (nato nel 1962), judoka sudcoreano
- Ha Jae-hoon (calciatore, nato nel 1965), calciatore sudcoreano
- Ha Su-gyeong (nato nel 1969), nuotatore sincronizzato sudcoreano
- Ha Tae-yeon (nato nel 1976), wrestler sudcoreano
- Ha Jae-hoon (calciatore, classe 1984), calciatore sudcoreano
- Ha Dae-sung (nato nel 1985), giocatore di football sudcoreano
- Ha Dae-won (nato nel 1985), giocatore di football sudcoreano
- Ha Seung-jin (nato nel 1985), giocatore di basket sudcoreano
- Ha Eun-ju (nato nel 1986), nuotatore sudcoreano
- Ha Jung-eun (nato nel 1987), giocatore di badminton sudcoreano
- Ha Jung-heon (nato nel 1987), calciatore sudcoreano
- Ha Sung-min (nato nel 1987), giocatore di football sudcoreano
- Ha Tae-kyun (nato nel 1987), giocatore di football sudcoreano
- Ha In-ho (nato nel 1989), calciatore sudcoreano
- Ha Jun-im (nato nel 1989), giocatore di pallavolo sudcoreano
- Ha Kang-jin (nato nel 1989), giocatore di football sudcoreano